# Орден Грифона
Орден Грифона (нім. Greifen-Orden) — друга державна нагорода Великого князівства Мекленбург-Шверін, заснована 15 вересня 1884 року Великим князем Мекленбург-Шверінським Фрідріхом Францем III. 
Встановлена для вшанування доброчесності та відданого служіння громадськості.
Великим магістром Ордена став Великий князь Мекленбург-Шверіну. Статут Ордену було оновлено і доповнено 31 січня 1902 року та 7 червня 1904 року. 
З 1904 року медаль за Мекленбург-Шверин та Мекленбург-Стріліц була нагороджена. У той же час великий герцог Мекленбург-Стріліц просунувся до звання великого магістра ордену.
З 23 серпня 1904 р. нагорода стала спільним орденом з Великим князівством Мекленбург-Стрелиц; а Великий князь Мекленбург-Стрелицький Адольф Фрідріх V став другим Великим спів-магістром. Прем'єр міністри Мекленбурга-Шверін і Мекленбурга-Стрелиці стали канцлерами Ордену. 
До 1918 року орден був державної нагородою цих Великих князівств. Після падіння Німецької імперії та створення Веймарської республіки орден став Династичним Орденом, якими розпоряджались голови Будинків обох мекленбурзьких династій. 

## Історія

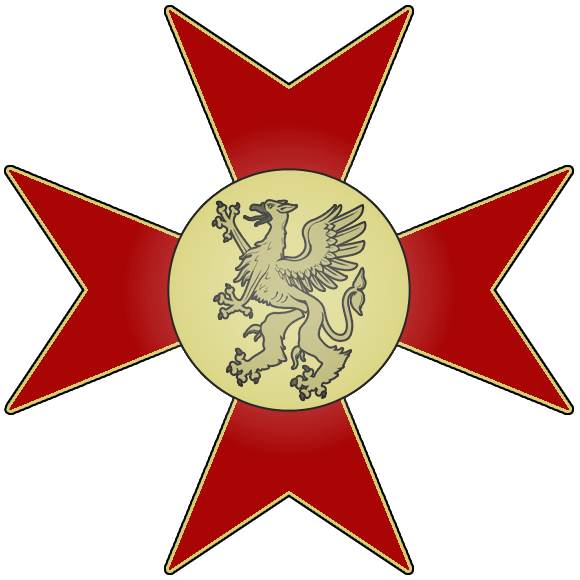
Знак Ордену

З 1864 року, в цих двох князівствах Мекленбург-Шверін і Мекленбург-Стрелиця вже була спільна нагорода Орден Вендської корони. Обидва Великі князі є прямими законними нащадками середньовічної західнослов'янської князівської династії, що походила від князя вендів та бодричів Ніклота Ободрицького, що історично мешкали на цих землях. 
Назва князівства Мекленбург є пізньою. Спочатку державу називали Вендською або ж Ободрицькою, а столицею був Велиград. Після завоювання цих земель німецькими хрестоносцями, місто (і князівство) перейменували в Мекленбург (велике місто).
Всі князі правлячих родин Мекленбурга були нагороджені Великими Хрестами ордену, за винятком двох синів Адольфа Фредеріка V, які отримали Лицарські хрести (старший Адольф Фрідріх пізніше тримав Великий Хрест як Великий Магістр Ордену). 
Російська гілка онуків Юрія І Фрідриха Стрелицького - двоє синів Юрія Августа: Юрій Олександр та Кароль Михайло - взагалі не отримали цього ордена. 
У 1884-1918 роках орден був державної нагородою Великих князівств. Після утворення Веймарської республіки орден було скасовано. 
Велики Магістри Ордену:
Мекленбург-Шверін
- Фрідріх Франц III (1884-1897)
- Фрідріх Франц IV (1897-1918).

Мекленбург-Стрелиця
- Адольф Фрідріх V (1904-1914)
- Адольф Фрідріх VI (1914-1918).

## Опис
Орден поділявся на 3 класи та шість ступенів:
- 1. Великий Хрест (Grosskreuzen) - може бути наданий з мечами або діамантами,
- 2а - Великий Командорський Хрест (Grosskomthurkreuzen) - може бути наданий з діамантами,
- 2б - Командорський Хрест (Komturkreuzen) - може бути наданий з діамантами,
- 2в - Почесний Хрест або Офіцерський хрест (Ehrenkreuzen)
- 3а - Лицарський хрест з короною (Ritterkreuzen Krone).
- 3б - Лицарський хрест (Ritterkreuzen).

Орден мав латинське гасло:
- ALTIOR ADVERSIS - наперекір всім обставинам.

Знаком ордену був червоний емальований мальтійський хрест, окреслений золотом. У центрі хреста - диск із золотим грифоном, оточений золотим перснем. Знак Великого Хреста носили на лівому боці, на стрічці, що переходить через праве плече. Знаки Великого Командора та Хреста командира носили підвішені до шиї на більш вузькій стрічці. Ці значки були трохи меншими, ніж значки Великого Хреста, але однакові за зовнішнім виглядом. 
Офіцерський хрест був ще меншим і не мав золотого кільця, що оточував грифона у центрі. 
Два Лицарські хрести були трохи меншими за Командорський хрест і його носили підвішеним на стрічці, з лівого боку, на грудях. 
Зірку Ордена носили власники Великого Хреста та Хреста Великого Командора на лівих грудях. Зірка Великого Хреста була срібною 8-кутовою зіркою зі променями однакової довжини. У центрі зірки - диск із золотим грифоном. Диск оточений червоною емаллю з девізом ALTIOR ADVERSIS (Попри всі обставини), золотими літерами та облямованим золотом. Зірка Великого Командорського Хреста була меншою срібною 8-кутовою зіркою з гербом, що чергувалася більшою та меншою довжиною променів.
Стрічка ордена та знак відзнаки були жовтого кольору з червоними краями.